# Пла, Родриго
Родриго Пла (исп. Rodrigo Plá, 9 июня 1968, Монтевидео) — мексиканский кинорежиссёр и сценарист.

## Биография
Потомок выходцев из Каталонии. Вырос в Мехико, здесь же закончил киношколу. C начала 1990-х работал ассистентом режиссёра нескольких художественных фильмов. Снял две короткометражные ленты, показанные на национальных и международных кинофестивалях, завоевавшие премии и внимание критики. Широкую известность и признание получил после фильма Зона (2007).

## Фильмография
- 1996: Моя невеста/ Novia mía (короткометражный, премия за лучший короткометражный фильм на фестивале мексиканского кино в Гвадалахаре, первая премия за лучший короткометражный фильм на МКФ в Биаррице)
- 2001: Глаза на затылке/ El ojo en la nuca (короткометражный; Серебряный Ариэль за лучший короткометражный фильм, специальное упоминание на МКФ в Гаване)
- 2007: Зона/ La zona (премия за режиссуру на МКФ в Картахене[англ.], две премии Венецианского МКФ, премия зрительских симпатий на МКФ во Фрибуре, Майами, Сан-Франциско и Монреале, премия за лучший режиссёрский дебют на МКФ в Стокгольме, премия экуменического жюри на МКФ в Братиславе)
- 2008: Пустыня внутри/ Desierto adentro (о войне кристерос в Мексике 1920-х годов; две премии на фестивале мексиканского кино в Гвадалахаре, Серебряный Ариэль за лучший сценарий, премия за лучший фильм на фестивале латиноамериканского кино в Лериде, специальная премия жюри за лучший художественный фильм на МКФ в Амьене, премия ФИПРЕССИ на МКФ в Торонто и Хайфе)
- 2010: Революция/ Revolución (коллективный проект)
- 2012: Отсрочка/ La demora